# Драјзен
Драјзен (њем. Dreisen) општина је у њемачкој савезној држави Рајна-Палатинат. Једно је од 81 општинског средишта округа Донерсберг. Према процјени из 2010. у општини је живјело 1.013 становника. Посједује регионалну шифру (AGS) 7333017.

## Географски и демографски подаци
Драјзен се налази у савезној држави Рајна-Палатинат у округу Донерсберг. Општина се налази на надморској висини од 210 метара. Површина општине износи 9,0 km². У самом мјесту је, према процјени из 2010. године, живјело 1.013 становника. Просјечна густина становништва износи 112 становника/km².